# Головківська сільська рада (Чигиринський район)
Головкі́вська сільська́ ра́да — адміністративно-територіальна одиниця та орган місцевого самоврядування в Чигиринському районі Черкаської області. Адміністративний центр — село Головківка.

## Загальні відомості
- Населення ради: 1 482 особи (станом на 2001 рік)

## Населені пункти
Сільській раді підпорядковані населені пункти:
- с. Головківка
- с-ще Скелівка

## Склад ради
Рада складається з 12 депутатів та голови.
- Голова ради: Дарієнко Галина Дмитрівна
- Секретар ради: Титаренко Людмила Василівна

### Керівний склад попередніх скликань
| Прізвище, ім'я, по батькові | Основні відомості                                               | Дата обрання | Дата звільнення |
| --------------------------- | --------------------------------------------------------------- | ------------ | --------------- |
| Макуха Сергій Вікторович    | Сільський голова, 1961 року народження                          | 26.03.2006   | 31.10.2010      |
| Вакуленко Наталія Андріївна | Сільський голова, 1972 року народження, освіта незакінчена вища | 31.10.2010   | 12.11.2015      |

Примітка: таблиця складена за даними сайту Верховної Ради України

### Депутати
За результатами місцевих виборів 2010 року депутатами ради стали:

#### За суб'єктами висування
| Суб'єкт висування                         | Кількість обраних депутатів | %    |
| ----------------------------------------- | --------------------------- | ---- |
| Самовисування                             | 15                          | 93,8 |
| Партія промисловців і підприємців України | 1                           | 6,3  |

#### За округами
| № округу                                  | Прізвище, ім'я, по батькові  | Дата визнання обраним | Освіта  | Партійна приналежність                         | Відомості про обраного депутата                                |
| ----------------------------------------- | ---------------------------- | --------------------- | ------- | ---------------------------------------------- | -------------------------------------------------------------- |
| Партія промисловців і підприємців України |                              |                       |         |                                                |                                                                |
| 2                                         | Завірюха Зоя Петрівна        | 02.11.2010            | вища    | член Партії промисловців і підприємців України | приватний підприємець                                          |
| Самовисування                             |                              |                       |         |                                                |                                                                |
| 1                                         | Марченко Микола Валентинович | 02.11.2010            | вища    | член Партії регіонів                           | ТОВ «Чигиринзерно», механізатор                                |
| 3                                         | Ворона Ольга Олександрівна   | 02.11.2010            | вища    | член Партії регіонів                           | Головківська сільська рада, рахівник-касир                     |
| 4                                         | Дарієнко Галина Дмитрівна    | 02.11.2010            | вища    | член Партії регіонів                           | Головківська сільська рада, секретар                           |
| 5                                         | Якушевич Алла Яківна         | 02.11.2010            | вища    | член Партії регіонів                           | приватний підприємець                                          |
| 6                                         | Шмиголь Ніна Олексіївна      | 02.11.2010            | вища    | член Партії регіонів                           | Головківський навчально-виховний клмплекс, вчитель             |
| 7                                         | Судаченко Інна Миколаївна    | 02.11.2010            | вища    | член Партії регіонів                           | Головківський навчально-виховний клмплекс, вчитель             |
| 8                                         | Брюховецький Валентин Якович | 02.11.2010            | вища    | член Партії регіонів                           | ТОВ «Головківське-3», агроном                                  |
| 9                                         | Овдій Олександр Васильович   | 02.11.2010            | середня | член Партії регіонів                           | ТОВ «Головківське-3», обліковець                               |
| 10                                        | Заєць Іван Іванович          | 02.11.2010            | середня | член Партії регіонів                           | ТОВ «Головківське-3», бригадир будівельної бригади             |
| 11                                        | Якушевич Валентина Петрівна  | 02.11.2010            | вища    | член Партії регіонів                           | Головківська лікарська амбулаторія, медична сестра             |
| 12                                        | Махно Віктор Олександрович   | 02.11.2010            | середня | член Партії регіонів                           | ТОВ «Чигиринзерно», механізатор                                |
| 13                                        | Горбань Лариса Миколаївна    | 02.11.2010            | вища    | член Партії регіонів                           | тимчасово не працює                                            |
| 14                                        | Карбовська Оксана Іванівна   | 02.11.2010            | вища    | член Партії регіонів                           | Головківський навчально-виховний клмплекс, вчитель             |
| 15                                        | Білоножко Тетяна Дмитрівна   | 02.11.2010            | середня | член Партії регіонів                           | Головківський навчально-виховний клмплекс, прибиральник        |
| 16                                        | Кужіль Надія Григорівна      | 02.11.2010            | вища    | член Партії регіонів                           | Головківський навчально-виховний клмплекс, заступник директора |

За результатами місцевих виборів 2015 року депутатами ради стали[джерело?]:

#### За суб'єктами висування
| Суб'єкт висування | Кількість обраних депутатів | %   |
| ----------------- | --------------------------- | --- |
| Самовисування     | 12                          | 100 |

#### За округами
| № округу      | Прізвище, ім'я, по батькові   | Дата визнання обраним | Відомості про обраного депутата                                |
| ------------- | ----------------------------- | --------------------- | -------------------------------------------------------------- |
| Самовисування |                               |                       |                                                                |
| 1             | Марченко Валерій Валентинович | 28.10.2015            | ТОВ «Головківське-3», механізатор                              |
| 2             | Ворона Ольга Олександрівна    | 28.10.2015            | Громадський помічник дільничного інспектора                    |
| 3             | Якушевич Алла Яківна          | 28.10.2015            | приватний підприємець                                          |
| 4             | Якушевич Валентина Петрівна   | 28.10.2015            | завідувач Головківським ФАП                                    |
| 5             | Титаренко Людмила Василівна   | 28.10.2015            | Головківська сільська рада                                     |
| 6             | Анісімова Ганна Іванівна      | 28.10.2015            | Тимчасово не працює                                            |
| 7             | Заєць Іван Іванович           | 28.10.2015            | ТОВ «Головківське-3», бригадир будівельної бригади             |
| 8             | Махно Ніна Савівна            | 28.10.2015            | Тимчасово не працює                                            |
| 9             | Кужіль Надія Григорівна       | 28.10.2015            | Головківський навчально-виховний клмплекс, заступник директора |
| 10            | Карбовська Оксана Іванівна    | 28.10.2015            | Головківський навчально-виховний клмплекс, вчитель             |
| 12            | Шмиголь Ніна Олексіївна       | 28.10.2015            | Головківський навчально-виховний клмплекс, вчитель             |